# Harold Miller
Harold Miller (31 de maio de 1894 — 18 de julho de 1972) foi um ator de cinema estadunidense que iniciou sua carreira na era do cinema mudo, alcançando a era sonora e a era televisiva. Atuou em 558 filmes entre 1919 e 1965, grande parte deles em papéis secundários.

## Biografia
Harold nasceu em 31 de maio de 1894, filho de Edward Charles Kammermeyer e Lillian Estella Atchison.
Seu primeiro filme foi Upstairs and Down, em 1919, pela Selznick Pictures Corporation, ao lado de Olive Thomas, Rosemary Theby e Mary Charleson, onde atuou sob o nome Harold A. Miller. A partir de 1920, atuou pela Universal Film Manufacturing Company, em filmes como The Peddler of Lies (1920), The Forged Bride (1920) e Desperate Youth (1921), além de atuar em outras companhias, tais como Mayflower Photoplay Company, Clermont Photoplays Corporation, Lloyd Carleton Productions.
Em 1924 atuou pela Pathé nos seriados dirigidos por George B. Seitz The Way of a Man, contracenando com Allene Ray, e Leatherstocking, ao lado de Edna Murphy. A partir do fim dos anos 1920, com o advento do cinema falado, passou a atuar em papéis secundários, muitas vezes não creditados, como em Her Wild Oat (1927), Men of Chance (1931), Born to Be Bad (1934), entre outros.
Atuou não creditado em filmes importantes como The Count of Monte Cristo, em 1934, The Woman in Red (1935), Dante's Inferno (1935), Mr. Deeds Goes to Town (1936), Topper (1937), Saboteur (1942), Laura (1944), Mildred Pierce (1945), Gilda (1946). Atuou em mais de 500 filmes, na maioria das vezes apenas em pontas, não-creditado. Teve pequenas participações em seriados como The Batman (1943), e chegou a alcançar a era televisiva, atuando em séries de televisão, tais como Adventures of Superman, The Lone Wolf, Perry Mason e Father Knows Best, entre outras. Seu último filme foi The Third Day, em 1965, num pequeno papel não creditado.

## Vida pessoal e morte
Faleceu em 18 de julho de 1972 e está sepultado no Forest Lawn Memorial Park, em Glendale.

## Filmografia parcial
- Upstairs and Down (1919)
- The Peddler of Lies (1920)
- The Forged Bride (1920)
- Desperate Youth (1921)
- Playing with Fire (1921)
- Kissed (1922)
- The Way of a Man (seriado, 1924)
- Leatherstocking (1924)
- The Princess on Broadway (1927)
- Out of the Past (1927)
- Her Wild Oat (1927)
- On with the Show! (1929)
- Men of Chance (1931)
- Blondie of the Follies (1932)
- Born to Be Bad (1934)
- The Count of Monte Cristo (1934)
- The Return of Chandu (1934)
- The Woman in Red (1935)
- Dante’s Inferno (1935)
- Dodsworth (1936)
- Topper (1937)
- Miracles for Sale (1939)
- No Time for Comedy (1940)
- The Lady Eve (1941)
- You Belong to Me (1941)
- Saboteur (1942)
- Mr. Lucky (1943)
- The Constant Nymph (1943)
- The Batman (1943)
- The Fighting Seabees (1944)
- Cover Girl (1944)
- Laura (1944)
- Wonder Man (1945)
- Mildred Pierce (1945)
- Gilda (1946)
- The Postman Always Rings Twice (1946)
- A Night in Casablanca (1946)
- The Jolson Story (1946)
- The Best Years of Our Lives (1946)
- Monsieur Verdoux (1947)
- Song of Love (1947)
- Easter Parade (1948)
- Tell It to the Judge (1949)
- Father of the Bride (1950)
- Sunset Blvd. (1950)
- All About Eve (1950)
- Royal Wedding (1951)
- Lullaby of Broadway (1951)
- A Place in the Sun (1951)
- The Day the Earth Stood Still (1951)
- Something to Live For (1952)
- Pat and Mike (1952)
- Limelight (1952)
- The Band Wagon (1953)
- So Big (1953)
- Dial M for Murder (1954)
- A Star Is Born (1954)
- Black Widow (1954)
- The Girl in the Red Velvet Swing (1955)
- Giant (1956)
- Around the World in Eighty Days (1956)
- Funny Face (1957)
- My Man Godfrey (1957)
- Al Capone (1959)
- Beloved Infidel (1959)
- Cry for Happy (1961)
- Judgment at Nuremberg (1961)
- The Four Horsemen of the Apocalypse (1962)
- The Third Day (1965)